# Смарагдова скрижаль

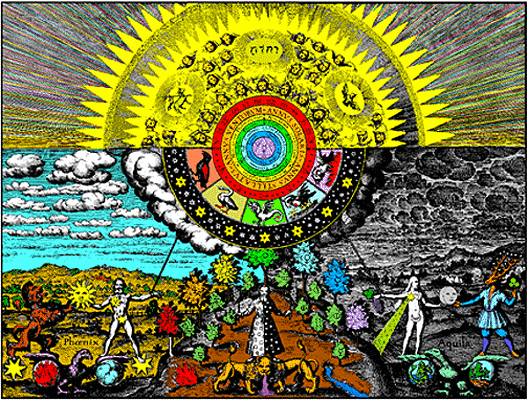
"Смарагдова скрижаль. Макрокосм і мікрокосм ". Розфарбована гравюра М. Меріан з книги «Basilica Philosophica» (1618)

Смарагдова скрижаль Гермеса (лат. Tabula Smaragdina HermetisTabula Smaragdina Hermetis) — найважливіший пам'ятник єгипетського герметизму, що набув широкого поширення в латинському перекладі. Згідно з легендою текст скрижалі був залишений Гермесом Трисмегістом на пластині зі смарагду в єгипетському храмі і виявлений на могилі Гермеса Апологієм Тіанським, за іншою версією — Александром Македонським.
Текст являє собою надзвичайно стисле формулювання основних навчань герметичній філософії, свого роду герметичний «символ віри». За однією з поширених версій тлумачення «Смарагдової скрижалі», на ній записаний рецепт алхімічної Великої Роботи, тобто рецепт отримання філософського каменю .

## Текст
Латинський текст скрижалі був відомий ще в Середні століття, вперше він був опублікований в 1541 році в трактаті «Про алхімію», підписаним ім'ям Хрісогон Полідор (Chrysogonus Polydorus) , і цей латинський текст багато разів видавався. З посиланням на більш пізні видання він приведений на початку монографії Ю. Руска (1926 р) , що є до цього часу основним джерелом достовірних відомостей про скрижалі. Також були знайдені дві версії скрижалі арабською мовою, одна з яких наводиться в роботах алхіміка Джабір ібн Хайян[джерело не вказане 2247 днів] передбачуване грецьке першоджерело не знайдене.

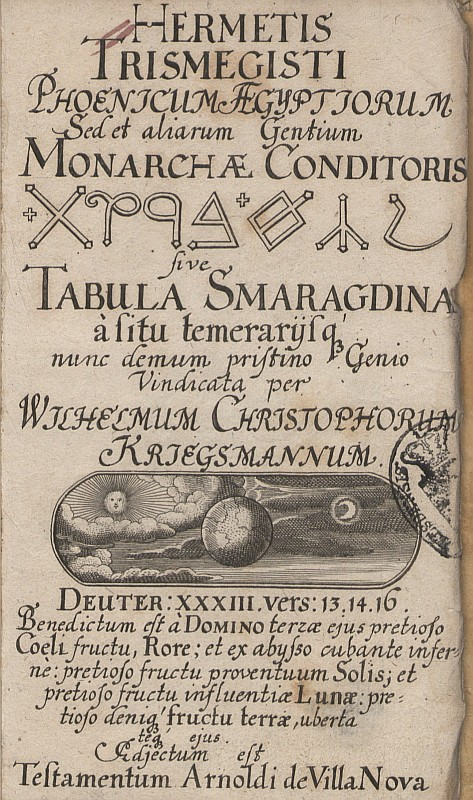
Титульний лист німецького видання «Смарагдової скрижалі» (1657)

| Латинський текст | Український переклад |
| Verum est sine mendacio, certum et verissimum:                                                                                       | Істинно — без будь-якої брехні, достовірно і у вищому сенсі істинно:                                                                   |
| Quod est inferius est sicut id quod est superius .                                                                                   | Те, що внизу, аналогічно тому, що вгорі.                                                                                               |
| Et quod est superius est sicut id quod est inferius, ad perpetranda (praeparanda, penetranda) miracula rei unius.                    | І те, що вгорі, аналогічно тому, що внизу, щоб здійснити чудеса єдиної речі (філософського каменю?).                                   |
| Et sicut omnes res fuerunt ab Uno, mediatione (meditatione) Unius, sic omnes res natae fuerunt ab hac una re, adaptione (adoptione). | І подібно до того, як всі речі походять від Єдиного, так всі речі народилися від цієї єдиної сутності через пристосування (прийняття). |
| Pater eius est sol, Mater eius est luna.                                                                                             | Сонце її батько, Місяць її мати. |
| Portavit illud ventus in ventre suo. Nutrix eius terra est.                                                                          | Вітер носив її в своєму череві. Земля її годувальниця.                                                                                 |
| Pater omnis thelesmi totius mundi est hie.                                                                                           | Річ ця — батько всієї досконалості у всьому всесвіті .                                                                                 |
| Vis eius integra est, si versa fuerit in terram.                                                                                     | Сила її залишається цілісною (невитраченою), коли вона перетворюється в землю.                                                         |
| Separabis terram ab igne, subtile a spisso, suaviter mango cum inqenio.                                                              | Ти відокремиш землю від вогню, тонке від грубого обережно і з великим мистецтвом.                                                      |
| Ascendit a terra in coelum, iterumque descendit in terram, et recipit vim superiorum et inferiorum.                                  | Ця річ виходить із землі до неба і знову сходить на землю, сприймаючи силу як вищих, так і нижчих областей світу.                      |
| Sic habebis gloriam totius mundi. | Таким чином ти придбаєш славу всього світу.                                                                                            |
| Ideo fugiet a te omnis obscuritas.                                                                                                   | Тому від тебе відійде всяка темрява.                                                                                                   |
| Haec est totius fortitudinis fortitudo fortis, quia vincet omnem rem sumtilem, omnemque solidam penetrabit.                          | Ця річ є сила всілякої сили, бо вона переможе будь-яку саму витончену річ і проникне собою в будь-яку тверду річ.                      |
| Sic mundus creatus est. | Так був створений світ. |
| Hinc erunt adaptiones mirabilies, quarum modus est hic.                                                                              | Звідси виникнуть дивовижні пристосування, спосіб яких такий (викладено вище).                                                          |
| Itaque vocatus sum Hermes Trismegistus, habens tres partes philosophiae totius mundi.                                                | Тому я був названий Гермесом Тричі-найбільшим, так як я володію пізнанням трьох частин вселенської філософії.                          |
| Completum est quod dixi de operatione solis.                                                                                         | Годі те, що я сказав про дії сонця. |

## Музика
- Смарагдова скрижаль Гермеса - камерна симфонія №2 Сергія Ярунського